# Vijessna Ferkic
Vijessna Ferkic (Amburgo, 28 aprile 1987) è un'attrice tedesca di origine croata.
Vijessna è conosciuta principalmente per il ruolo di Natascha nella serie TV Grani di pepe.

## Biografia
Vijessna Ferkic è nata ad Amburgo ed è cresciuta a Heist un piccolo paese lì vicino, nella Germania del nord. All'età di dieci anni è stata accettata in una delle scuole di recitazione più prestigiose che ci sono ad Amburgo. Poco dopo Vijessna è stata scelta come protagonista della serie TV Grani di pepe nel ruolo di Natascha Jaonzäns (ha recitato nelle prime tre stagioni dal 1999 al 2001). Vijessna successivamente ha avuto ruoli secondari in diverse serie televisive e produzioni cinematografiche. Nel 2006 riprende il suo ruolo storico di Natascha Jaonzäns nella seconda stagione della serie televisiva Krimi.de. 
Nel 2008 è stata scelta per recitare il ruolo di Sophie in The Reader - A voce alta diretto da Stephen Daldry, 
nel 2011 in quello di Sarah in Dreileben - Etwas Besseres als den Tod di Christian Petzold 
e nel 2012 interpreta Louise nel film Das Haus der Krokodile.

## Filmografia

### Cinema
- The Reader - A voce alta (The Reader), regia di Stephen Daldry (2008)
- Phantomschmerz, regia di Matthias Emcke (2009)
- La casa del coccodrillo (Das Haus der Krokodile), regia di Cyrill Boss e Philipp Stennert (2012)

### Serie TV
- Stahlnetz – serie TV, episodi 8x1 (1999)
- Die Rettungsflieger – serie TV, episodi 8x15 (2004)
- Alphateam - Die Lebensretter im OP – serie TV, 4 episodi (2005)
- Das Duo – serie TV, episodi 1x13 (2006)
- Wilsberg – serie TV, episodi 1x19 (2007)
- Il nostro amico Charly (Unser Charly) – serie TV, episodi 13x12 (2007)
- Krimi.de – serie TV, 6 episodi (2006-2009)
- Squadra Speciale Cobra 11 (Alarm für Cobra 11 - Die Autobahnpolizei) – serie TV, episodi 26x9 (2009)
- Bella Block – serie TV, episodi 1x29 (2010)
- Countdown - Die Jagd beginnt – serie TV, episodi 2x2 (2011)
- Dreileben – serie TV, episodi 1x1 (2011)
- SOKO Stuttgart – serie TV, episodi 2x24 (2011)
- Grani di pepe (Die Pfefferkörner) – serie TV, 38 episodi (1999-2011)
- SOKO Wismar – serie TV, episodi 8x4 (2011)
- Der Staatsanwalt – serie TV, episodi 7x1 (2012)
- Heiter bis tödlich - Fuchs und Gans – serie TV, episodi 1x2 (2012)
- Shooter – serie TV, episodi 2x1 (2017)

### Film TV
- Solo für Schwarz - Tod im See, regia di Martin Eigler (2005)
- Die Pirateninsel - Familie über Bord, regia di Franziska Meyer Price (2006)
- Ohne einander, regia di Diethard Klante (2007)
- Gonger II, regia di Philipp Osthus (2010)
- Rosamunde Pilcher: Una tata per Noah (Rosamunde Pilcher: Nanny verzweifelt gesucht), regia di Heidi Kranz (2018)

## Doppiatrici italiane
Nelle versioni in italiano dei suoi film, Vijessna Ferkic è stata doppiata da:
- Veronica Puccio nella serie Grani di pepe